# Ida Engvoll
Ida Emelin Engvoll (Söderhamn, 6 ottobre 1985) è un'attrice svedese.

## Biografia
Ida Engvoll è nata il 6 ottobre 1985 a Söderhamn, comune di Hälsingland, ma è cresciuta a Stråtjära, frequentando vari corsi di teatro e musica sin da bambina. Dopo aver completato gli studi nell'istituto superiore di Bollnäs, il liceo Wendelsberg e il liceo popolare di Birkagården, ha frequentato l'Accademia Teatro a Stoccolma dal 2007 al 2010, dove è stata co-editrice dell'antologia teatrale teorica Att gestalta kön. Berättelser om scenkonst, makt och medvetna val basate su un progetto di ricerca teatrale a livello nazionale portato avanti presso l'accademia nel 2009.
Ha interpretato diversi ruoli acclamati al Teatro Cittadino di Stoccolma e al Teatro Reale Drammatico, prendendo inoltre parte a numerosi film. Nel 2015 è coprotagonista del film di Hannes Holm Mr. Ove, candidato all'Oscar 2017 come miglior film straniero mentre nel 2017 ottiene il ruolo dell'avvocatessa Rebecka Martinsson nella serie televisiva omonima tratta dalla serie di romanzi di Åsa Larsson.

## Filmografia

### Cinema
- Mördaren ljuger inte ensam, regia di Birger Larsen (2013)
- Bäst före, regia di Mats Arehn (2013)
- Mig äger ingen, regia di Kjell-Åke Andersson (2013)
- Medicinen, regia di Colin Nutley (2014)
- I nöd eller lust, regia di Kjell Sundvall (2015)
- Mr. Ove (En man som heter Ove), regia di Hannes Holm (2015)
- Upp i det blå, regia di Petter Lennstrand (2016)
- Secret Chord, regia di Karl Thyselius - cortometraggio (2019)
- Paradise is Burning (Paradiset brinner), regia di Mika Gustafson (2023)

### Televisione
- Beck - serie TV, episodio 4x02 (2009)
- Gustafsson 3 tr - serie TV, episodio 1x05 (2011)
- Anno 1790 - serie TV, episodio 1x09 (2011)
- Arne Dahl: Europa blues - serie TV, 2 episodi (2012)
- Omicidi tra i fiordi - La regina della luce (Fjällbackamorden: Ljusets drottning), regia di Rickard Petrelius - film TV (2013)
- Den fördömde - serie TV, episodio 2x01 (2013)
- Den fjärde mannen - miniserie TV, episodio 1x02 (2014)
- The Team - serie TV, 8 episodi (2015)
- The Bridge - La serie originale (Bron) - serie TV, 3 episodi (2015)
- Der Kommissar und das Meer - serie TV, 2 episodi (2015-2017)
- Rebecka Martinsson - serie TV, 8 episodi (2017)
- Vår tid är nu - serie TV, 16 episodi (2017-2019)
- Bonusfamiljen - serie TV, 10 episodi (2017-2018)
- Andra Åket - serie TV, 8 episodi (2018)
- Love & Anarchy (Kärlek & Anarki) - serie TV, 16 episodi (2020-presente)

## Riconoscimenti
- 2010 – borsa di studio culturale del comune di Söderhamn[9].
- 2011 – borsa di studio Rotary International per il teatro[10]
- 2013 – Marianne e Sigvard Bernadotte Art Award